# Sandwich (Illinois)
Sandwich je grad u američkoj saveznoj državi Ilinois. Prema popisu stanovništva iz 2010. u njemu je živjelo 7.421 stanovnika.